# Spoorbrug Zaandam
De Spoorbrug Zaandam in Zaandam, overspant de Zaan en maakt deel uit van de spoorlijn Zaandam - Enkhuizen. De brug is een draaibrug.

## Historie
Voorheen lag hier een enkelspoors draaibrug, gebouwd in 1884. Deze brug had twee openingen van 18 meter. Nabij deze brug was de Stopplaats Zaanbrug.

## Afbeeldingen

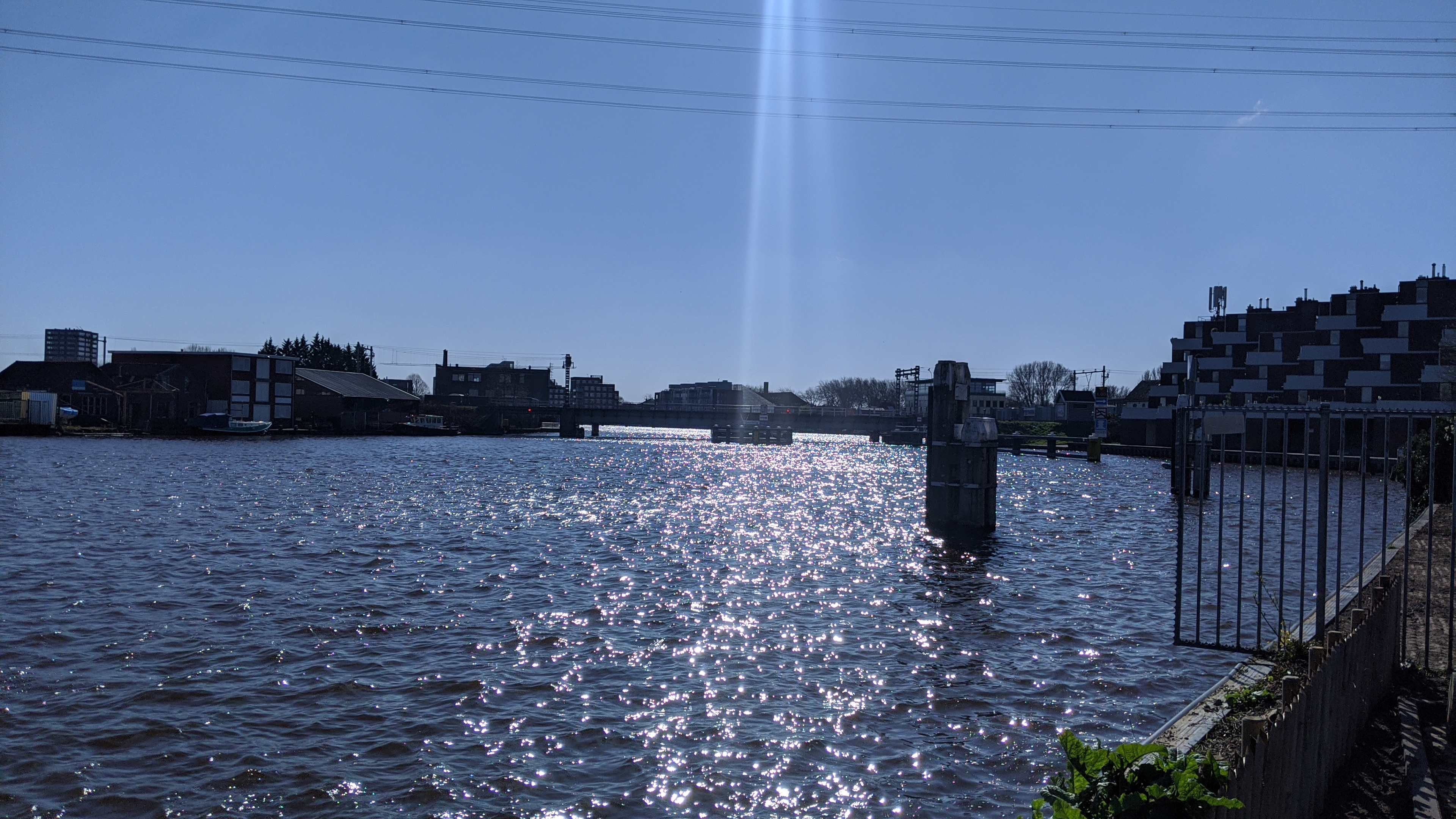
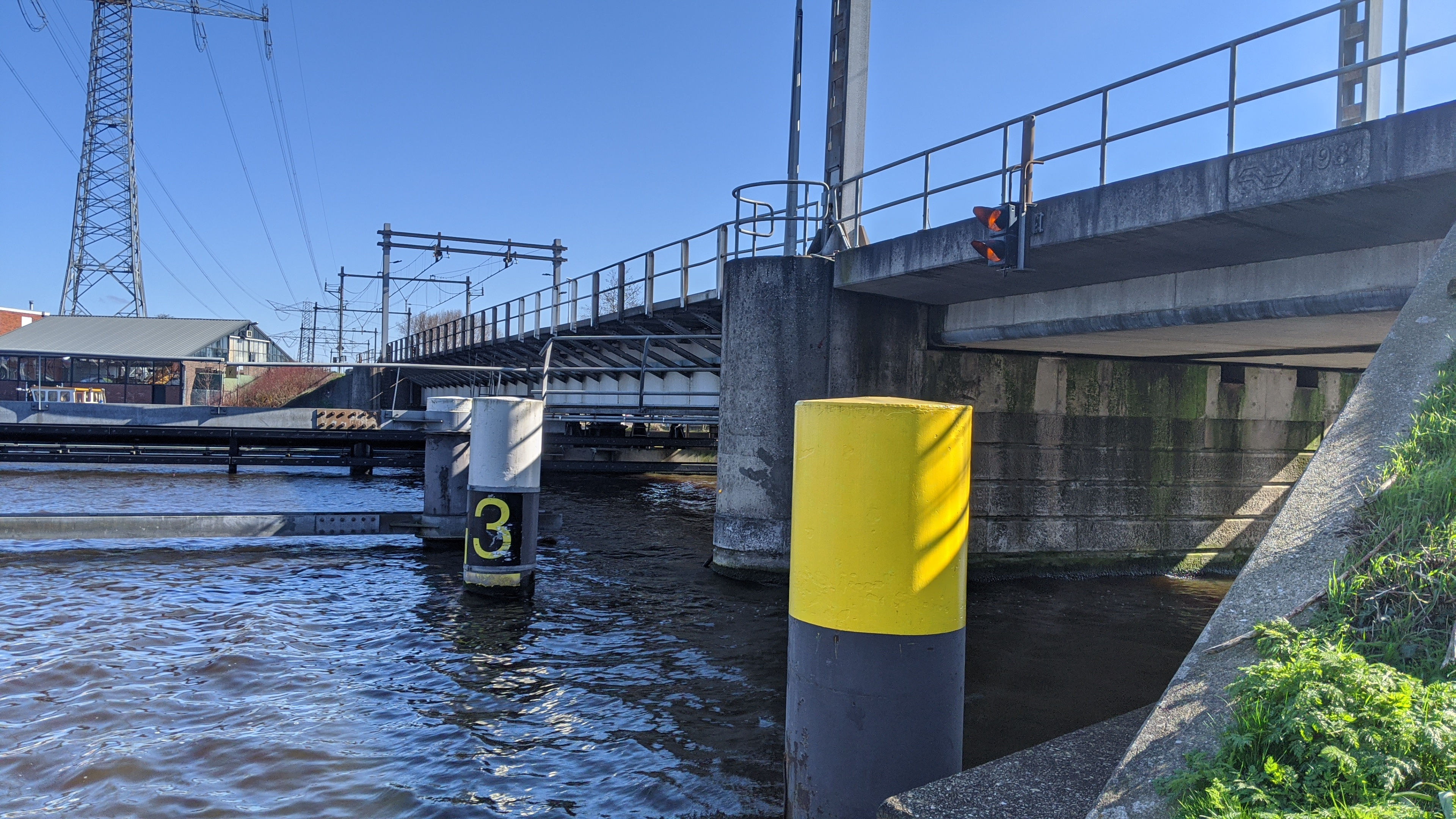
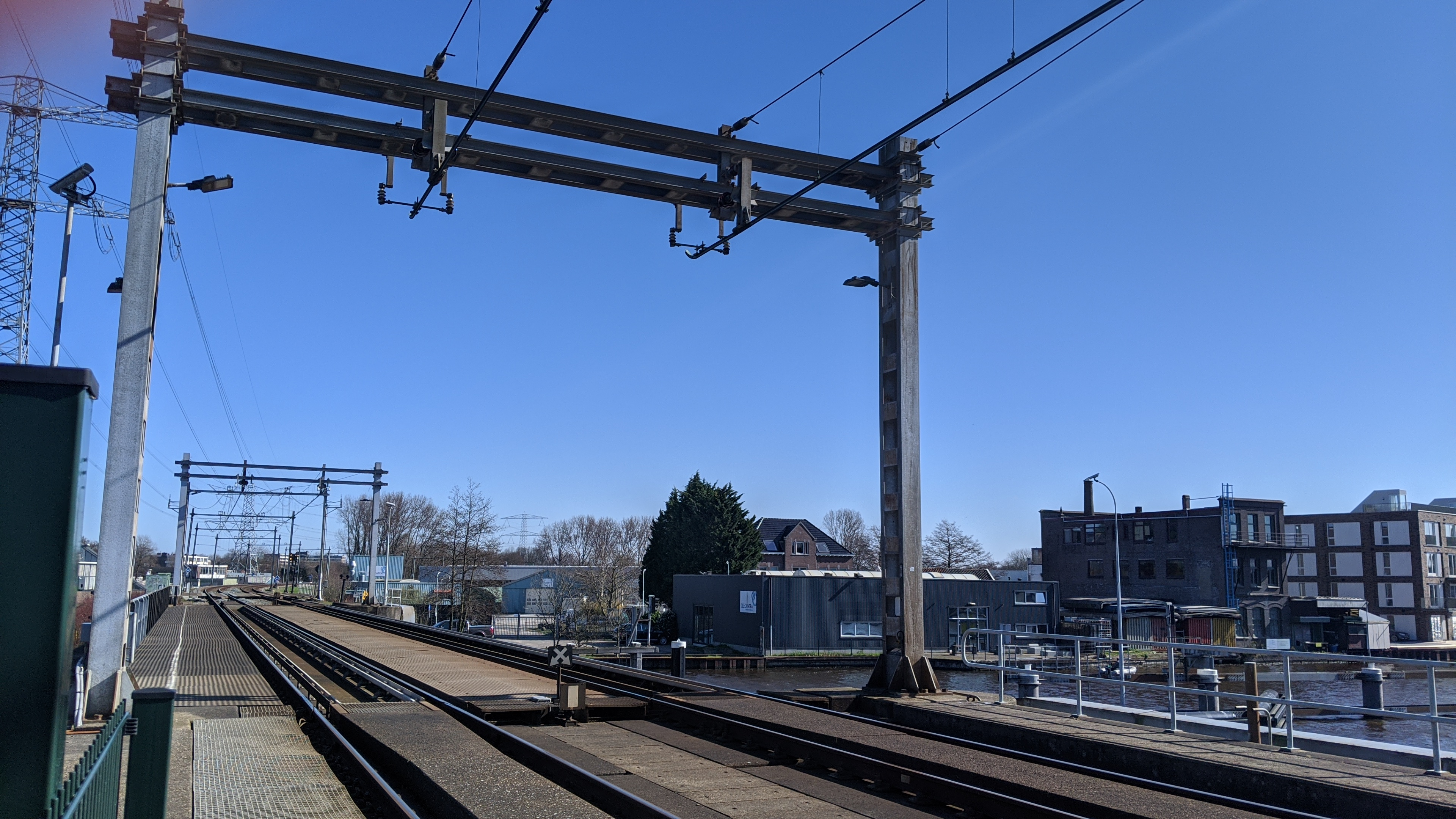